# ユリー・コシューク

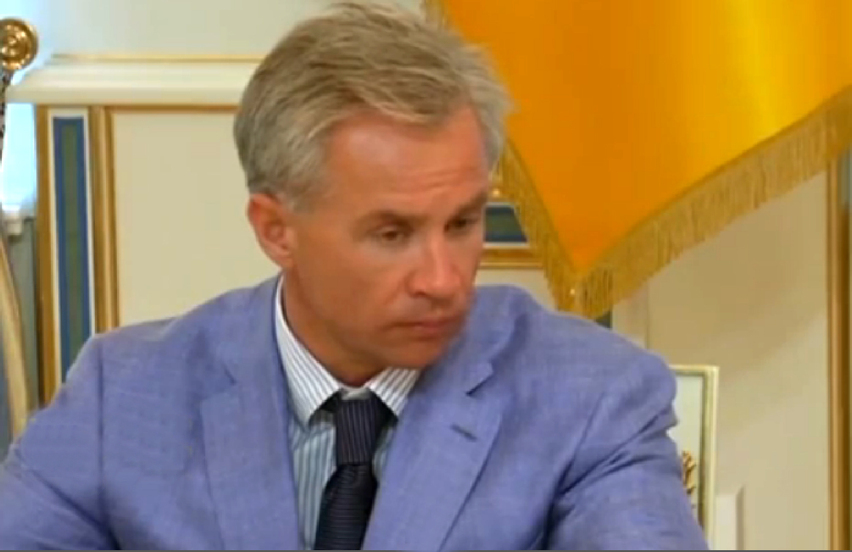
ユリー・コシューク（2014年）

ユリー・アナトリョヴィチ・コシューク（ウクライナ語: Ю́рій Анато́лійович Косю́к、英語: Yuriy Anatoliyovych Kosiuk、1968年5月27日 - ）は、ウクライナのビリオネア、オリガルヒ（政商）であり、農産物会社MHPの所有者である。

## 概要
コシュークはウクライナ中央部のチェルカースィ州カテルイノープル（Katerynopil）で生れた。地元の高校を優秀な成績で終了後、1992年にキーウの食料業務学院（後に国立大学）を卒業した。
1991年からキーウ商品市場で働き、いくつかの失敗の後、1998年に農産物会社MHPを設立した。この会社は成長を続け、2002年には看板商品の鶏肉「ナーシャ・リャーバ」（Nasha Ryaba＝我々のチャボの意味）を売り出している。2008年には、MHPはロンドン証券取引所へ上場された。
コシュークは2014年からペトロ・ポロシェンコ大統領の下で、大統領副諮問委員なども勤めた。彼はウクライナで最も富裕な人物10人の中に入ていて、2015〜2016年には5位であった。

## 豪華別荘

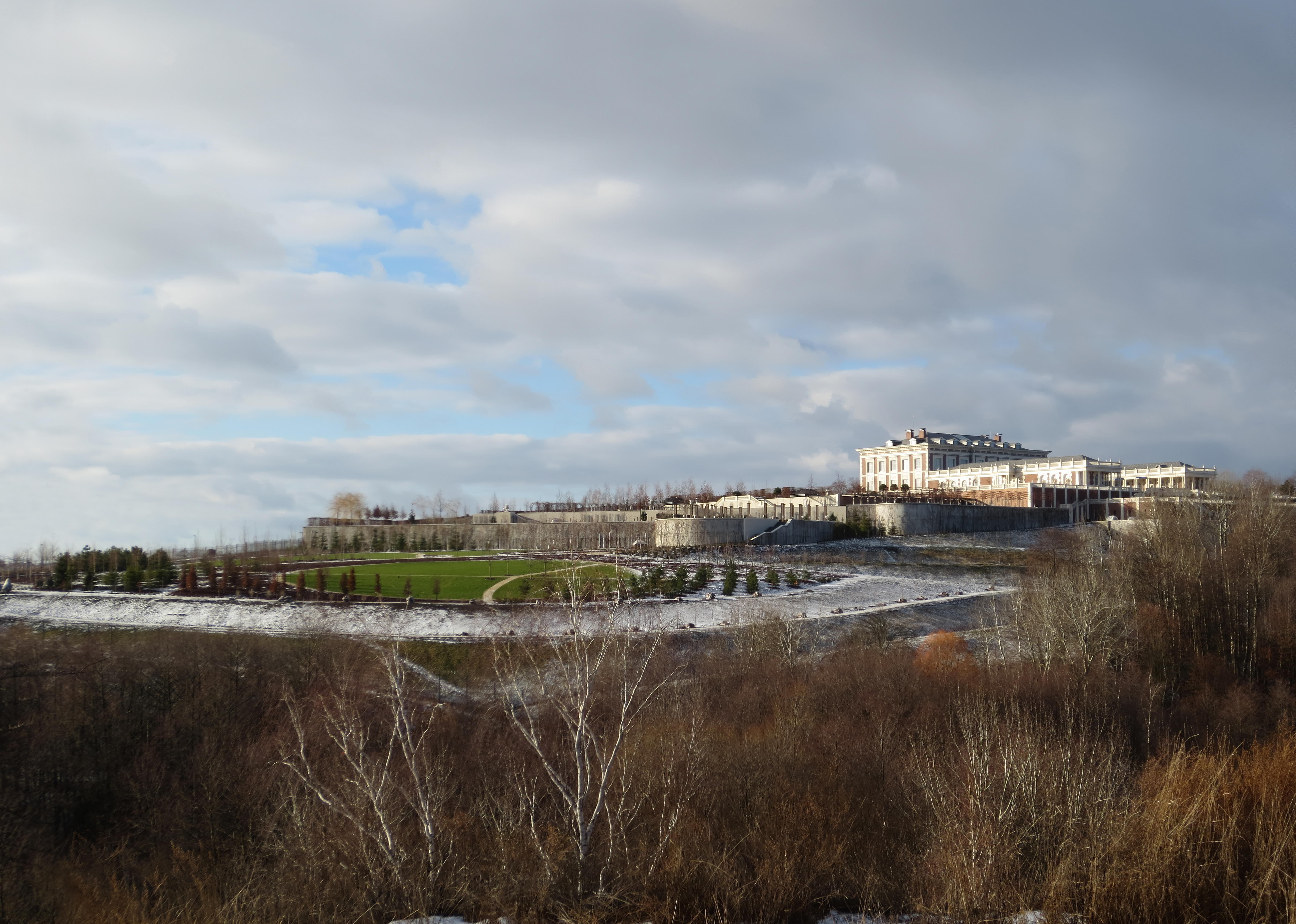
ユーリー・コシュークの宮殿風別荘

コシュークは2009年から、キーウ南郊外のホトヒヴ（Khotiv hillfort）に宮殿風別荘を建設して、そこはスキタイ文明の遺跡があるので批判を受けているが、彼は「スキタイ遺跡とは関係ない奥の方に建てた。」といっている。

## 参照項目
- ウクライナのオリガルヒ